# Smriti Mundhra
Smriti Mundhra (* 3. Juli 1980 Los Angeles) ist eine US-amerikanische Filmregisseurin und Filmproduzentin. Sie wurde 2020 und 2025 für einen Oscar in der Kategorie Bester Dokumentar-Kurzfilm nominiert.

## Leben
Mundhra wurde 1980 in Los Angeles geboren und wuchs dort und in Mumbai auf. Ihr Vater Jag Mundhra war ebenfalls Filmemacher und eröffnete das erste Kino in Amerika, das übersetzte Bollywoodfilme zeigte. Sie machte einen Bachelor an der California State University und 2010 einen Master of Fine Arts an der Columbia University.
Mundhra ist mit dem Drehbuchautor Christian Magalhaes verheiratet und lebt mit ihren zwei Kindern in Los Angeles.

## Karriere
Mundhra arbeitete bereits in jungen Jahren an Filmproduktionen, so 1999 an Being John Malkovich oder 2000 an Nurse Betty. Ihr erster Film als Ko-Produzentin war 2002 Bomb the System und 2005 Waterborne, der auf dem South by Southwest Filmfestival den Publikumspreis erhielt. Nach ihrem Masterabschluss zog sie nach Mumbai, um den Dokumentarfilm A Suitable Girl über arrangierte Ehen in Indien zu drehen. Sie erhielt zusammen mit Sarita Khurana beim Tribeca Film Festival den Debütpreis. Im Jahr 2018 organisierte eine Kampagne zur Markteinführung von Bumble in Indien. Außerdem wurde sie im selben Jahr von NYC DOC in die Liste „40 Under 40 Filmmakers“ aufgenommen.
Im Jahr 2019 inszenierte sie zusammen mit Sami Khan den Dokumentar-Kurzfilm St. Louis Superman über einen schwarzen Aktivisten, der eine Gesetzesänderung zum Schutz von Minderheiten erreichen will. Sie wurden vielfach ausgezeichnet und erhielten unter anderem 2020 eine Oscar-Nominierung in der Kategorie Bester Dokumentar-Kurzfilm. Danach schuf sie 2020 die Netflixserie Indian Matchmaking, die bereits zweimal für einen Emmy Award nominiert wurde.
Zuletzt führte sie Regie und produzierte den Dokumentar-Kurzfilm I Am Ready, Warden über einen zum Tode verurteilten Mörder in den USA. Für den Film wurde sie zusammen mit der Produzentin Maya Gnyp für einen Oscar in der Kategorie Bester Dokumentar-Kurzfilm nominiert.

## Filmografie (Auswahl)
- 2002: Bomb the System
- 2005: Waterborne
- 2007: Nuts (Kurzfilm)
- 2009: Recess (Kurzfilm)
- 2009: Schrödinger’s Cat (Kurzfilm)
- 2009: Clap Clap (Kurzfilm)
- 2010: New Media (Kurzfilm)
- 2017: A Suitable Girl (Regie, Buch, Produktion)
- 2019: St. Louis Superman (Kurzfilm, Regie, Produktion)
- 2020: Indian Matchmaking (Fernsehserie, Produktion)
- 2021: Shelter (Kurzfilm, Regie)
- 2022: Noch nie in meinem Leben... (Fernsehserie, 2 Folgen, Regie)
- 2023: The Romantics (Fernsehserie, 4 Folgen, Regie, Buch, Produktion)
- 2024: I Am Ready, Warden (Regie, Produktion)

## Auszeichnungen (Auswahl)
- 2017: Albert Maysles New Documentary Director Award des Tribeca Film Festival für A Suitable Girl
- 2019: Hauptpreis des Indy Shorts International Film Festival für St. Louis Superman
- 2019: Publikumspreis des AFI Docs Festival für St. Louis Superman
- 2019: Hauptpreis des Big Sky Documentary Film Festival für St. Louis Superman
- 2020: Sonderpreis der Jury beim Cordillera International Film Festival für St. Louis Superman
- 2020: Critics’ Choice Movie Award in der Kategorie Bester Dokumentar-Kurzfilm für St. Louis Superman
- 2020: Oscar-Nominierung in der Kategorie Bester Dokumentar-Kurzfilm für St. Louis Superman
- 2021: Publikumspreis des AFI Docs Festival für Shelter
- 2021/23: Primetime-Emmy-Award-Nominierung in der Kategorie Herausragende unstrukturierte Realityserie für Indian Matchmaking
- 2022: Directors Guild of America Award in der Kategorie Herausragende Regieleistung bei einem Kinderfilm für Shelter
- 2024: BendFilm Festival in der Kategorie Bester Dokumentar-Kurzfilm für I Am Ready, Warden
- 2025: Oscar-Nominierung in der Kategorie Bester Dokumentar-Kurzfilm für I Am Ready, Warden